# Wiktor Iwanowitsch Motschulski

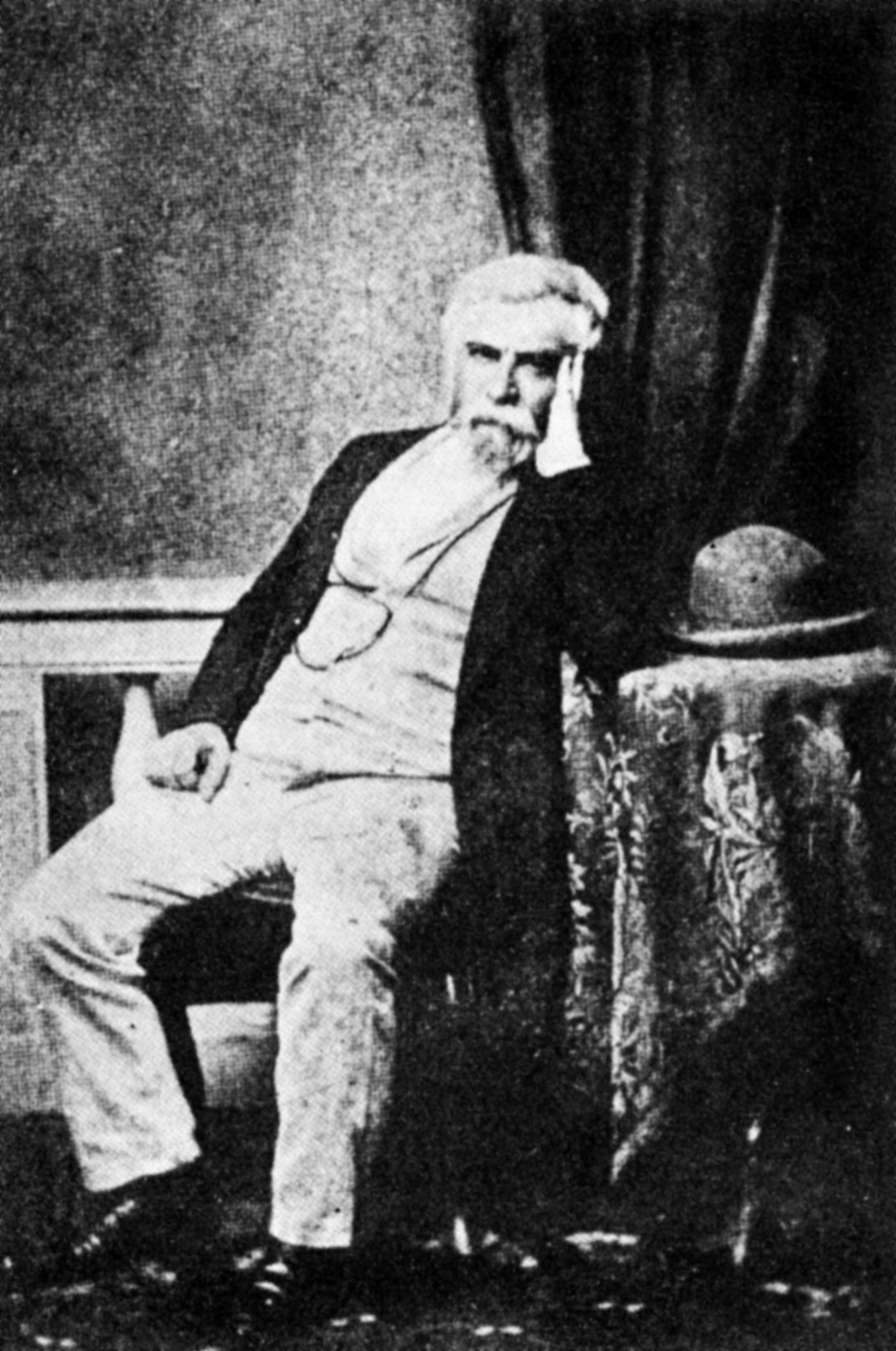
Wiktor Motschulski

Wiktor Iwanowitsch Motschulski, russisch Виктор Иванович Мочульский, englische Transkription Victor Motschulsky, auch Victor von Motschoulsky, (* 11. April 1810 in Sankt Petersburg; † 5. Juni 1871 in Simferopol) war ein russischer Oberst und Entomologe (Insektensammler), spezialisiert auf Käfer. Er war einer der berühmtesten russischen Entomologen des 19. Jahrhunderts.

## Leben
Als Soldat nahm er an der Niederschlagung des polnischen Aufstands 1830/31 teil, bei dem er verwundet wurde und sein Gehör im linken Ohr verlor. Er reiste weit, teilweise in seiner Funktion als Offizier bei der Eroberung des Kaukasus und von Zentralasien. Er scheint auch in militärischen Geheimdienstoperationen aktiv gewesen zu sein, wobei ihm sein entomologisches Hobby einmal im Kaukasus das Leben rettete: die Bergvölker, die ihn gefangen nahmen, hielten ihn für verrückt. Er versuchte, in den diplomatischen Dienst zu wechseln und so seine Erfahrungen aus Zentralasien zu nutzen, was aber nicht gelang. Er ließ sich stattdessen später zu einem Komitee für den Eisenbahnbau abordnen. 
1836 reiste er nach Frankreich, in die Schweizer Alpen, Österreich und Norditalien, eine Reise, die offiziell der Wiederherstellung seiner Gesundheit diente; eine Abordnung nach Persien war zuvor an seinem Gesundheitszustand gescheitert. 1839/40 war er im Kaukasus, in Astrachan, Kasan und Sibirien, 1847 in Kirgisien, 1850/51 in Deutschland, Österreich, Ägypten, Indien, Frankreich, England, Belgien und Dalmatien, 1853 in die USA (wobei er in New Orleans am Gelbfieber erkrankte), nach Panama, Deutschland, der Schweiz, Österreich und Kopenhagen. Während des Krimkriegs war er also überwiegend im Ausland. 1863 ließ er sich ganz auf der Krim nieder, wo er in seinen letzten Jahren sehr krank war. Seine Karriere beim Militär wurde durch sein ungezügeltes Temperament behindert, er war aber auch nicht sonderlich daran interessiert.
Motschulski gehörte zum Umkreis der Hobby-Entomologen in Sankt Petersburg um Édouard Ménétries, dem Kurator der Sammlungen des Zoologischen Museums. Dieser war auf die Mitarbeit von Hobby-Entomologen angewiesen, da er allein die Arbeit am Museum nicht bewältigen konnte und keine Unterstützung bekam. Motschulski beschrieb zum Beispiel die Käfer der Amur-Expedition von Leopold von Schrenck sowie Insekten aus Ceylon, Japan, Alaska und Käfer Kaliforniens. Neben Käfern befasste er sich auch mit anderen Insektengruppen, gelegentlich auch mit Tausendfüßern und anderen Gliederfüßern. Ménétries erlaubte vielen der Hobby-Entomologen, darunter auch Motschulski, freien Zugang zu den Sammlungen der Akademie, was diese ausnutzten, um die Sammlung zu plündern. Motschulski hatte auch unter anderen Entomologen und in anderen europäischen Sammlungen einen schlechten Ruf, bis hin zum Diebstahl von Käfern.
Er war Herausgeber der Études entomologiques, in denen er veröffentlichte, oft in Französisch. Da er in Streit mit Herausgebern entomologischer Zeitschriften geriet, die sich weigerten, seine Beiträge weiter zu drucken, versuchte er diese zu täuschen, indem er auch unter seinem Vornamen Victor publizierte. In Deutschland war er insbesondere mit Gustav Kraatz im Streit, der ihn kritisierte.
Von Motschulski stammen viele Erstbeschreibungen, die noch heute als gültig eingestuft werden, aber auch viele Synonyme, da er dazu tendierte, ältere Arbeiten zu ignorieren und kein guter Systematiker war. Motschulski hatte den Vorteil, in Gegenden zu sammeln, die vorher noch kaum ein Entomologe systematisch untersucht hatte.
Seine Sammlung vermachte er der Moskauer Gesellschaft der Naturforscher, sie ist heute überwiegend im Zoologischen Museum der Lomonossow-Universität untergebracht, wo sie Anfang des 20. Jahrhunderts neu entdeckt und teilweise nach modernen Standards klassifiziert wurde. Die Bestände außerhalb seines Hauptsammelgebiets Käfer waren teilweise in schlechtem Zustand und durch Speckkäfer-Larven geschädigt. 
Er hinterließ Memoiren, die zwar lebendig geschrieben, aber nicht sehr zuverlässig sind, da er auch Gehörtes unkritisch als Tatsachen wiedergab. Die Memoiren sind unvollendet, es fehlen Einträge für die Zeit 1841 bis 1851 und nach 1856.

## Schriften
- Insectes de la Sibérie rapportés d'un voyage fait en 1839 et 1840. In: Mémoires de l’Académie Impériale des Sciences de St. Pétersbourg. Band 13, 1845, S. 1–274.
- Die coleopterologischen Verhaeltnisse und die Käfer Russlands. Gautier, Moscau 1846 (Digitalisat)
- Die Kaefer Russlands. I. Insecta Carabica. Gautier, Moskau 1850.